# Sojoez TM-31
Sojoez TM-31 (Russisch: Союз ТМ-31) was een Russische expeditie naar het Internationaal ruimtestation ISS die deel uitmaakte van het Sojoez-programma. Het was de eerste expeditie naar het Internationaal ruimtestation ISS van het Sojoez-programma. De expeditie bracht tevens de eerste zelfgefinancierde ruimtetoerist Dennis Tito terug naar de aarde. Hij werd ruim een week eerder gebracht door Sojoez TM-32.

## Bemanning
| Bevelhebber       | Joeri Gidzenko 2e ruimtevlucht   | Talgat Moesabajev 3e ruimtevlucht | Talgat Moesabajev 3e ruimtevlucht | Talgat Moesabajev 3e ruimtevlucht |
| Flight Engineer 1 | Sergej Krikaljov 5e ruimtevlucht | Joeri Batoerin 2e ruimtevlucht    | Joeri Batoerin 2e ruimtevlucht    | Joeri Batoerin 2e ruimtevlucht    |
| Flight Engineer 2 | William Shepherd 4e ruimtevlucht | Dennis Tito 1e ruimtevlucht       | Dennis Tito 1e ruimtevlucht       | Dennis Tito 1e ruimtevlucht       |

TM-1 ·
TM-2 ·
TM-3 ·
TM-4 ·
TM-5 ·
TM-6 ·
TM-7 ·
TM-8 ·
TM-9 ·
TM-10 ·
TM-11 ·
TM-12 ·
TM-13 ·
TM-14 ·
TM-15 ·
TM-16 ·
TM-17 ·
TM-18 ·
TM-19 ·
TM-20 ·
TM-21 ·
TM-22 ·
TM-23 ·
TM-24 ·
TM-25 ·
TM-26 ·
TM-27 ·
TM-28 ·
TM-29 ·
TM-30 ·
TM-31 ·
TM-32 ·
TM-33 ·
TM-34